# Écluse double de Fresquel
L'écluse double de Fresquel est une écluse à chambre double du canal du Midi. Construite vers 1674, elle se trouve à 108,8 km de Toulouse à 97 m d'altitude. Les écluses adjacentes sont l'écluse simple de Fresquel séparée par un petit bassin intermédiaire à l'est et l'écluse de Saint-Jean, à l'ouest.
Elle est située sur la commune de Carcassonne près du pont canal qui enjambe le Fresquel dans le département de l'Aude en région Occitanie.